# Université catholique de l'Ouest
L'Universitè catholique de l'Ouest (UCO), nota colloquialmente come La Catho, è un istituto universitario privato francese con sede ad Angers, capoluogo del dipartimento di Maine e Loira, nella regione storica dei Paesi della Loira.
L'università fu fondata nel 1875, ed oggi è riconosciuta come uno degli istituti privati più prestigiosi della Francia. Il campus principale è situato in una splendida posizione della città di Angers ed accoglie più di 9000 studenti. L'UCO ha partnership internazionali con più di 75 università del mondo. A partire dal 2009, l'università sta cercando di intraprendere relazioni ed accordi con altre università prestigiose di tutto il mondo, al fine di rafforzare la propria presenza in un contesto sempre più internazionale.

## Storia

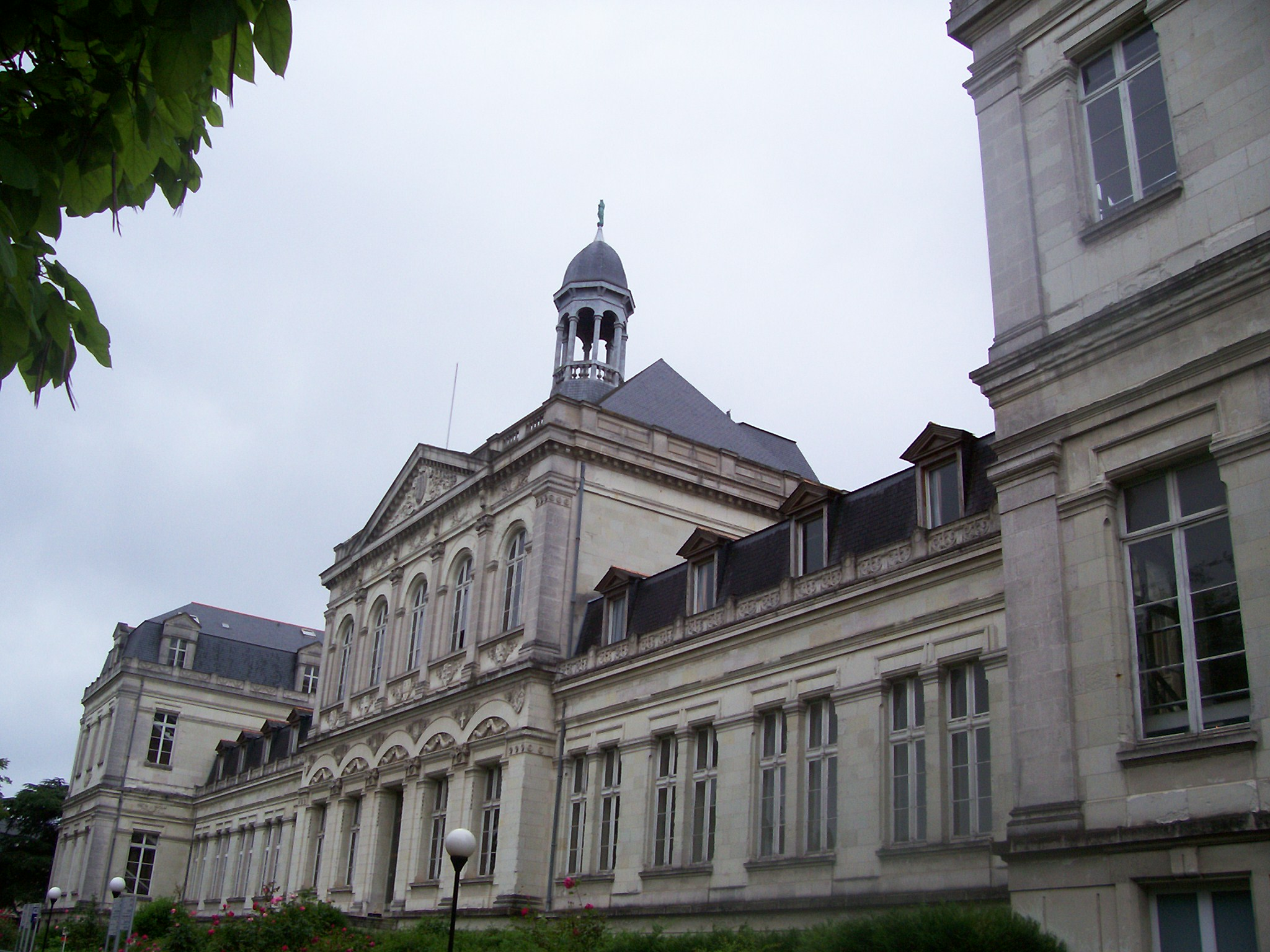
La sede centrale dell'UCO

All'inizio dell'XI secolo Marbodio, poi diventato vescovo di Rennes, e Ulgero, vescovo di Angers, crearono una scuola di diritto canonico, ispirata ai princìpi del celebre canonista Fulberto di Chartres. La scuola fu ampliata nel 1229 da un afflusso di studenti, molti dei quali inglesi, provenienti dall'Università di Parigi, che cercavano ad Angers un luogo di rifugio dall'oppressivo controllo del re di Francia.
La scuola fu ufficialmente riconosciuta come tale da un decreto episcopale solo nel 1337. Nel 1364 ricevette dal re Carlo V un documento di concessione degli stessi privilegi di cui godeva l'Università di Orleans. Fu solo nel 1432 che una bolla di papa Eugenio IV aggiunse i collegi di teologia, medicina e arti al collegio di diritto canonico e civile. Questa organizzazione durò fino alla Rivoluzione francese.
Dopo che l'Assemblea nazionale concesse a tutti la libertà di insegnamento (1º luglio 1875), i vescovi francesi decisero di fondare cinque università cattoliche, e Angers, grazie al vescovo Charles Émile Freppel, fu scelta per la parte occidentale della Francia tra le diocesi di Angers, Rennes, Laval, Le Mans, Angoulême, Tours e Poitiers. L'università prese il nome di "Facultés catholiques de l'Ouest".

## Istituti e facoltà
Nel 2014 è stata attuata una riorganizzazione dei corsi che ha portato alla formazione di cinque facoltà, una ecclesiastica e quattro laiche:
- Faculté de théologie et de sciences religieuses
- Faculté des Humanités
- Faculté des Sciences Humaines et Sociales
- Faculté de l'Éducation
- Faculté des Sciences

che raggruppano dieci istituti preesistenti:
- Institut d'art, lettres et histoire (IALH)
- Institut de langues vivantes (IPLV)
- Institut de formation de l'UCO aux métiers de l'enseignement (IFUCOME)
- Centre international d'études françaises (CIDEF)
- Institut des sciences de la communication et de l'éducation d'Angers (ISCEA)
- Institut de psychologie et sociologie appliquées (IPSA)
- Institut de mathématiques appliquées (IMA)
- Institut de biologie et d'écologie appliquée (IBEA)
- Institut de formation en éducation physique et sportive d'Angers (IFEPSA)
- Institut pour le développement du conseil et de l'entreprise (IDCE)

## L'IDCE
L'Institut pour le développement du conseil et de l'entreprise, in acronimo IDCE, è la business school dell'Université catholique de l'Ouest ed è stato fondato nel 1987 con l'aiuto del Consiglio generale della Maine e Loira, e della Commissione dello sviluppo economico della Maine e Loira. La scuola è specializzata in studi di economia e business management. L'IDCE offre due differenti percorsi di studio: La School of Consulting e la School of Management in International Business, con corsi di laurea (BBA) e master sia in lingua francese sia in lingua inglese.